# 바티칸 라디오
바티칸 라디오(라틴어: Statio Radiophonica Vaticana, 영어: Vatican Radio)는 바티칸 시국의 국제방송으로, 로마 가톨릭교회(천주교) 복음 방송을 진행한다. 방송국 건물 자체는 바티칸 시국 내에 있지만, 송신소는 바티칸 시국의 영토가 좁아 이탈리아에 위치해 있다. 1931년에 개국하였다.
1931년 굴리엘모 마르코니가 설립하였으며, 오늘날 한국어를 비롯해 전세계 47개 언어로 방송하고 있다. 단파방송이지만 디지털 라디오, 중파방송, FM방송, 위성방송, 인터넷 라디오 방송으로도 진행하고 있다. 개국 당시부터 오늘날까지 예수회에서 운영하고 있다. 파시즘과 나치즘이 승승장구하던 시절에도 독립성을 지킨 것으로 유명하며, 제2차 세계 대전이 발발하고 일주일 후에도 바티칸 라디오 방송에서는 폴란드인과 유대인들이 소집되어 게토, 강제 수용소에 들어갔다는 뉴스를 전했을 정도였다.
오늘날 바티칸 라디오는 전세계 61개 국가 출신의 200명 이상의 기자들이 송고한 기사로 프로그램을 꾸리고 있다. 또 동시 편성되는 국제뉴스, 종교행사, 진단 프로그램, 음악방송 등의 방송시간을 합하면 42,000시간이 넘는다. 현재 라디오 총감독은 예수회 출신의 페데리코 롬바르디이다.
2015년 6월 27일 교황 프란치스코는 <자의교서>에서 교황청 내에 홍보처를 설립한다고 밝혔다. 이에 따라 바티칸 라디오도 2017년 1월 1일부로 홍보처 소속이 되어 85년간의 독립운영을 끝냈다.

## 같이 보기
- 바티칸 시국